# Jayson Gonzáles
Jayson Gonzáles (ur. 5 lutego 1969 w Quezon City) – filipiński szachista, arcymistrz od 2008 roku.

## Kariera szachowa
W 2001 r. zajął IV m. (za Eugenio Torre, Rogelio Antonio i Buenaventura Villamayorem) w finale indywidualnych mistrzostw Filipin, podzielił również IV m. (za Nguyễn Anh Dũngiem, Ututem Adianto i Đào Thiên Hải, wspólnie z Buenaventura Villamayorem, Dennym Juswanto i Markiem Paraguą) w turnieju strefowym (eliminacji mistrzostw świata) w Manili. W 2004 r. wystąpił w reprezentacji kraju na szachowej olimpiadzie w Calvii (zdobywając 8 pkt w 11 partiach, na IV szachownicy), a po zakończeniu turnieju olimpijskiego podzielił w Calvii III m. w turnieju otwartym (za Stuartem Conquestem i Rodrigo Vasquezem, wspólnie z Siergiejem Tiwiakowem).
Sukcesy w kolejnych latach:
- 2005 – dz. III m. w  Kuala Lumpur (za Wangiem Hao i Antonio Rogelio, wspólnie z Ianem Rogersem, Nelsonem Mariano, Ututem Adianto, Nguyễn Anh Dũngiem i Abhijitem Kunte),
- 2006 – dz. III m. w Maladze (za Slavko Cicakiem i Manuelem Rivas Pastorem, wspólnie z m.in. Carlosem Matamorosem Franco, Olegiem Romaniszynem, Marko Tratarem i Ibragimem Chamrakułowem), dz. II m. w Binissalem (za Martinem Senffem, wspólnie z m.in. Lazaro Bruzonem, Siergiejem Kriwoszejem, Viestursem Meijersem i Robinem Swinkelsem), dz. III m. w Bad Wiessee (za Steliosem Halkiasem i Aleksandrem Szabałowem, wspólnie z m.in. Jewgienijem Postnym, Igorem Chenkinem, Piotrem Bobrasem, Wesleyem So, Zhu Chen, Yannickiem Pelletierem, Konstantinem Landą i Władimirem Jepiszynem),
- 2008 – I m. w Subic Bay Freeport.

Osiągnięty przez niego 1 lipca 2008 r. ranking 2524 punkty był najwyższym w jego dotychczasowej karierze (zajmował wówczas 2. miejsce wśród filipińskich szachistów, za Wesleyem So).